# 2180 Маріяліна
2180 Маріяліна (2180 Marjaleena) — астероїд головного поясу, відкритий 8 вересня 1940 року.
Тіссеранів параметр щодо Юпітера — 3,224.